# Teorema de classificació de grups simples finits
En el camp matemàtic de la teoria de grups, el teorema de classificació de grups simples finits es va dissenyar per classificar tots els grups simples finits. Aquests grups es poden veure com els blocs que construeixen tots els grups finits, de la mateixa manera que els nombres primers construeixen els nombres naturals. El teorema de Jordan-Hölder és la manera més precisa d'establir aquest fet sobre els grups finits.
El teorema és principalment una manera convenient de descriure gran quantitat d'escrits matemàtics, fets en desenes de milers de pàgines de més de 500 articles escrits per més de cent autors en revistes matemàtiques, la majoria dels quals van ser publicades entre 1955 i 1983, donant cabuda a dubtar de la validesa de la seva demostració i la seva completesa, per la seva longitud i complexitat.

## El teorema de classificació
El teorema s'enuncia de la següent manera:
| Teorema de classificació de grups simples finits Tot grup finit simple és isomorf a un dels 26 grups simples esporàdics o bé és isomorf a un dels següents grups: - Un grup cíclic amb ordre primer - Un grup alternant de grau almenys 5 - Un grup de tipus Lie simple - El grup de Tits |

Alguns consideren que el grup de Tits és un grup esporàdic, a causa que no és estrictament grups de tipus Lie, però aquesta diferència no té impacte en el teorema de classificació.
Els primers grups esporàdics que identificats van ser els cinc primers grups de Mathieu, descoberts en 1860 per Émile Mathieu. Els altres 21 grups esporàdics van ser trobats entre els anys 1965 i 1975. 20 dels 26 formen tres famílies (una de les quals és la família dels grups de Mathieu), i són subgrups o grups quocient del grup monstre, el qual és el grup esporàdic amb l'ordre més alt. Els sis grups esporàdics restants defineixen una classificació anomenada els grups pària.
El teorema de classificació té disperses aplicacions en moltes branques de les matemàtiques, ja que moltes qüestions sobre l'estructura dels grups finits (i la seva acció sobre altres objectes matemàtics) poden ser reduïdes preguntes sobre grups finits simples. És a causa del teorema de classificació, que tals preguntes poden aclarir-se examinant només configuracions finites, en particular, cadascuna de les infinites famílies sovint poden ser eliminades per un únic argument.

## Resum de la demostració del teorema de classificació
Gorenstein va escriure dos volums que descriuen el rang baix i la part singular característica de la demostració; i Aschbacher, Lyons, Smith i Solomon van escriure un tercer volum que cobreix el cas restant de la característica 2. La demostració es pot dividir en diverses parts principals de la següent manera:

### Grups de rang 2 petits
Els grups simples de rang 2 petits són en la seva majoria grups de tipus Lie de rang petit sobre cossos de característica imparella, juntametn amb cinc grups alternants i set de tipus de característica 2 i nou grups esporàdics.
Els grups simples de rang 2 petits inclouen:
- Grups de rang 2, 0: en altres paraules grups d'ordre imparell, que són tots resolubles mitjançant el teorema de Feit-Thompson.
- Grups de rang 2, 1: els subgrups de Sylow 2 són cíclics, que són fàcils de manegar utilitzant una aplicació de transferència, o els quaternions generalitzats, que es manegen segons el teorema de Brauer-Suzuki: en particular, no hi ha grups simples de rang 2, 1.
- Grups de rang 2, 2: Alperin va demostrar que el subgrup de Sylow ha de ser dièdric, quasidièdric, enroscat o un subgrup de Sylow 2 de "U"₃ (4). El primer cas es va analitzar mitjançant el teorema de Gorenstein-Walter que va demostrar que els únics grups simples són isomorfs a L₂ (q) per a q imparell o A7, el segon i tercer casos van ser resolts mitjançant el teorema d'Alperin-Brauer-Gorenstein, que implica que els únics grups simples són isomorfs a L₃(q) o U₃(q) per a q imparell o M11, i l'últim cas va ser analitzat per Lyons, que va demostrar que U₃(4) és l'única possibilitat simple.
- Grups seccionals de rang 2, com a màxim 4: classificats pel teorema de Gorenstein-Harada.

La classificació de grups de rang 2 petits, especialment els de rango 2 com a màxim, fa un ús intensiu de la teoria del caràcter ordinari i modular, que gairebé mai no s'utilitza directament en altres parts de la classificació.
Tots els grups que no siguin de rang petit 2 es poden dividir en dues classes principals: grups de tipus de component i grups de tipus de característica 2. Això es deu al fet que si un grup té un rang reccional 2 al menys 5, llavors Mac Williams va demostrar que els seus subgrups 2 de Sylow estan connectats, i el teorema de l'eequilibri implica que qualsevol grup single amb subgrups 2 de Sylow connectat és de tipus component o tipus de característica 2. Per a grups de rang 2 baix, aquesta demostració no funciona, perquè teoremes com el teorema del funtor senyalitzador només funcionen per a grups amb subgrups abelians elementals de rang al menys 3.

### Grups de tipus de component
Es diu que un grup és de tipus component si per a algun centralitzador C d'una involució, C/O(C) té un component (on O(C) és el nucli de C, el subgrup normal màxim d'ordre imparell).
Aquests són més o menys els grups de tipus Lie de característica imparella de gran rang, i grups alterns, juntament amb alguns grups esporàdics.
Un pas important en aquest cas és eliminar l'obstrucció del nucli d'una involució. Això s'aconsegueix mitjançant el teorema B, que estableix que cada component de C/O(C) és la imatge d'un component de C.
La idea és que aquests grups tinguin un centralitzador d'una involució amb un component que sigui un grup quasisimple menor, que es pot suposar ja conegut per inducció. Llavors, per a classificar aquests grups, es pren cada extensió central de cada grup simple finit conegut i es troben tots els grups simples amb un centralitzador d'involució amb aquest com a component. Això dona un nombre bastant gran de casos diferents per a verificar: no només hi ha 26 grups esporàdics i 16 famílies de grups de tipus Lie i els grups alterns, sinó que també molts dels grups de rang petit o sobre cossos petits es comporten de manera diferent al cas general i han de tractar-se per separat, i el grups de tipus de Lie de característica parella i imparella també són bastant diferents entre sí.

### Grups de tipus de característica 2
Un grup és del tipus de característica 2 si el subgrup generatlizat de Fitting F*(Y) de cada subgrup 2-local Y és un 2-grup.
Com suggereix el nom, aquests són aproximadament els grups de tipus Lie sobre cossos de característica 2, més un seguit d'altres grups que són alternants, esporàdics o de característica imparella. La seva classificació es divideix en els casos de rang petit i gran, on el rang és el rang més gran d'un subgrup abelià imparell que normalitza un subgrup 2 no trivial, que sovint (però no sempre) és el mateix que el rang d'una subàlgebra de Cartan quan el grup és un grup de tipus Lie en la característica 2.
Els grups de rang 1 són els grups prims, classificats per Aschbacher, i els de rang 2 són els notables grups quasiprims, classificats per Aschbacher i Smith. Aquests corresponen aproximadament a grups de tipus Lie de rangs 1 o 2 sobre cossos de característica 2.
Els grups de rang almenys 3 se subdivideixen en 3 classes pel teorema de la tricotomia, demostrat per Aschbacher per al rang 3 i per Gorenstein i Lyons per al rang d'almenys 4.
Les tres classes són grupos de tipus GF(2) (classificats principalment per Timmesfeld), grups de tipus estàndard per a algun primer imparell (classificats pel teorema de Gilman-Griess i funcionen per a diversos altres), i grups de tipus d'unicitat, on un resultat d'Aschbacher implica que no hi ha grups simples.
El cas general de rang superior consisteix principalment en els grups de tipus Lie sobre cossos de característica 2 de rang almenys 3 o 4.

### Existència i singularitat dels grups simples
La part principal de la classificació produeix una caracterització de cada grup simple. Llavors cal comprovar que existeix un grup simple per a cada caracterització i que es únic. Això dona una gran quantitat de problemes separats; per exemple, les proves originals d'existència i unicitat del grup monstre van sumar un total de 200 pàgines, i la identificació dels grups de Ree per Thompson i Bombieri va ser una de les part més difícils de la classificació. Moltes de les proves d'existència i algunes de les proves d'unicitat per als grups esporàdics originalment utilitzaven càlculs fets amb ordinador, la majoria dels quals han estat substituïts per proves manuals més curtes.

## Dubtes sobre la demostració
Existeixen alguns dubtes quant a si la demostració, la qual s'estén per més de 500 articles, és completa i correcta, i aquests dubtes es justifiquen en gran manera quan es troben obstacles i "buits" en alguns arguments. Malgrat tots els obstacles que s'han trobat, algunes parts de la suposada demostració romanen inamovibles. Jean-Pierre Serre és un notable escèptic sobre la suposada demostració d'aquest enorme teorema.
Durant més d'una dècada, els experts coneixien un "buit" (d'acord amb Michael Aschbacher) en el teorema de classificació no publicat per Geoff Mason, referit als grups quasithin. L'anunci de Daniel Gorenstein en 1983 que els grups finits simples havien estat classificats, en part es basa en la seva convicció que el cas dels grups quasithin s'havia acabat. Va ser fins 2004 que Aschbacher i Steve Smith van publicar una classificació completa d'aquests grups que abasta prop de 1200 pàgines.

## Classificació de segona generació
La demostració del teorema, en la seva forma actual, pot qualificar-se com a de primera generació. A causa de l'extrema longitud de la demostració de primera generació, s'ha dedicat molt esforç a la recerca d'una demostració senzilla, anomenada demostració de segona generació. Aquest esforç, anomenat "revisionisme", fou dirigit per Daniel Gorenstein.
Des de 2005 s'han publicat sis volums de la segona generació de la demostració. S'estima que la nova demostració és d'aproximadament 5.000 pàgines. Aschbacher i Smith van escriure els seus dos volums dedicats al cas quasithin, de tal manera que els volums poden ser part de la segona generació de la demostració .
Gorenstein i els seus col·laboradors han donat diverses raons per les quals és possible una demostració simple.
El més important és la declaració final del teorema que ara es coneix. La simplificació de les tècniques que poden aplicar-se als grups que coneixem com a finits i simples són adequades en aquesta generació. En canvi, els que van treballar en la primera generació de la demostració no coneixien la quantitat de grups esporàdics, i de fet alguns dels grups esporàdics (per exemple, el grup de Janko) van ser descoberts demostrant altres casos del teorema de classificació. Com a resultat, moltes de les peces del teorema es demostren mitjançant les tècniques que eren massa generals.
Com que la conclusió era desconeguda, la primera generació de la demostració es compon de molts teoremes autònoms, que tracten alguns casos especials importants. Gran part de la labor de demostrar aquests teoremes es va dedicar a l'anàlisi de nombrosos casos especials. El preu pagat en virtut de la present estratègia és que aquests teoremes de primera generació ja no tenen demostracions curtes, sinó que depenen de la classificació completa.
Molts teoremes de primera generació se superposen. Com a resultat, les famílies i subfamílies dels grups finits simples es van identificar diverses vegades. La revisió de la demostració elimina les redundàncies existents en la subdivisió dels casos.
Actualment els teòrics de grups finits tenen més experiència en aquest tipus d'exercici, i tenen noves tècniques a la seva disposició.

## Classificació de tercera generació
Alguns designen els treballs sobre el problema de classificació fets per Ulrich Meierfrankenfeld, Bernd Stellmacher, Gernot Stroth, i alguns altres, com a demostració de tercera generació.

## Conseqüències de la classificació
En aquesta secció es llisten alguns resultats que s'han demostrat utilitzant la classificació de grups simples finits.
- La conjectura de Schreier
- El teorema de la funció signalizer
- La conjectura B
- El teorema de Schur–Zassenhaus per tots els grups (tot i que només utilitza el teorema de Feit–Thompson).
- Un grup de permutació transitiva en un conjunt finit amb més d'un element té un element lliure de punts fixes d'ordre de potència primer.
- La classificació de grups de permutació 2-transitius.
- La classificació de grups de permutació de rang 3.
- La conjectura de Sims[6]
- El conjectura de Frobenius sobre el nombre de solucions de xn = 1.